# Manroland Web Systems
Die Manroland Web Systems GmbH war ein Hersteller von Rollenoffsetdruckmaschinen. Das Unternehmen entstand 2012 infolge der Insolvenz der Manroland AG und deren Aufspaltung in zwei verschiedene Gesellschaften für den Rollenoffset- und den Bogenoffsetdruck. Aus dieser Aufspaltung entstand auch die Manroland Sheetfed GmbH. Manroland Web Systems war bis 2018 eine Tochter der Possehl-Gruppe und besaß nach eigenen Angaben einen Marktanteil von über 50 % bei Zeitungsdruckmaschinen und knapp 80 % im Geschäft mit Maschinen für den Illustrationsrollenoffsetdruck. Im Juni 2017 wurde die Manroland Web Produktionsgesellschaft als Schwester innerhalb der Possehl-Gruppe ausgegliedert. Diese betätigte sich im Bereich der Auftragsfertigung für Industriekunden.
Am 1. März 2018 ließen Manroland Web Systems und Goss International ihre Absicht zum Zusammenschluss ihres Rollendruckgeschäfts verlautbaren; am 17. August 2018 gaben beide Unternehmen bekannt, dass die Fusion ihrer Geschäfte zu einem neuen Unternehmen unter dem Markennamen Manroland Goss Web Systems abgeschlossen sei.
Die beiden bisherigen Anteilseigner der betroffenen Unternehmen, die Possehl-Gruppe und American Industrial Partners, blieben an der entstandenen Gesellschaft beteiligt.

## Zusammenschluss mit Goss International
2018 schloss sich Manroland Web Systems mit dem US-amerikanischen Rollenoffset-Hersteller Goss International zusammen und bildete das Unternehmen Manroland Goss Web Systems. Das ehemalige Goss-Tochterunternehmen Contiweb war nicht Bestandteil der Fusion und agiert nach dem Zusammenschluss als eigenständiges Unternehmen. Zusätzlich erwarben Manroland Goss Teile von Harland Simon aus dem Bereich Automatisierungslösungen und die holländische Firma GWS. Für das Geschäftsjahr 2018 sollen Umsätze von knapp 300 Mio. Euro erzielt worden sein. Die Anzahl der Mitarbeiter von Manroland Goss beträgt weltweit über 1000 Mitarbeiter, 650 am Standort Augsburg.